# Liste der Baudenkmäler in Imgenbroich
Die Liste der Baudenkmäler in Imgenbroich enthält die denkmalgeschützten Bauwerke auf dem Gebiet von Monschau-Imgenbroich in Nordrhein-Westfalen. Diese Baudenkmäler sind in der Denkmalliste der Stadt Monschau eingetragen; Grundlage für die Aufnahme ist das Denkmalschutzgesetz Nordrhein-Westfalen (DSchG NRW).

Zu Imgenbroich zählen auch die Baudenkmäler des Ortsteils Widdau
| Bild                        | Bezeichnung                            | Lage                                             | Beschreibung | Bauzeit | Eingetragen seit | Denkmal- nummer |
| --------------------------- | -------------------------------------- | ------------------------------------------------ | --- | ------- | ---------------- | --------------- |
| Gebäude                     | Gebäude                                | Imgenbroich Am Pool 6 Karte                      | |         |                  | 370             |
| Belgenbacher Mühle          | Belgenbacher Mühle                     | Imgenbroich Belgenbacher Mühle 1 Karte           | |         |                  | 338             |
| Wohnhaus undWindschutzhecke | Wohnhaus und Windschutzhecke           | Imgenbroich Grünentalstr. 75 Karte               | |         |                  | 62              |
| Gebäude                     | Gebäude                                | Imgenbroich Grünentalstr. 12 Karte               | |         |                  | 42              |
| Gebäude                     | Gebäude                                | Imgenbroich Hengstbrüchelchen 9 Karte            | |         |                  | 346             |
| Wegekreuz(„Rochuskreuz“)    | Wegekreuz („Rochuskreuz“)              | Imgenbroich Hengstbrüchelchen / Stillbuscher Weg | |         |                  | 329             |
| weitere Bilder              | alter evangelischer Friedhof Walchenau | Imgenbroich Kleselbacherweg Karte                | Gedenktafel für den ehemaligen historischen evangelischen Friedhof Walchenau. Es war um 1600 der erste Friedhof für die Lutheraner des Monschauer Landes. Von 1683 bis 1794 wurde er nur noch von den Reformierten genutzt, anschließend verfiel er und wurde 1831 aufgegeben. Im Jahr 1938 durch den Westwallbunker überbaut. |         |                  | 26              |
| Gebäude                     | Gebäude                                | Imgenbroich Matthias-Offermann-Straße 11 Karte   | |         |                  | 77              |
|                             |                                        | Imgenbroich Trierer Straße 107 Karte             | |         |                  |                 |
| „Wernershof“                | „Wernershof“                           | Imgenbroich Trierer Straße 221 Karte             | |         |                  | 333             |
|                             |                                        | Imgenbroich Trierer Straße 242 Karte             | |         |                  |                 |
| Gebäude                     | Gebäude                                | Imgenbroich Trierer Straße 272 Karte             | |         |                  | 343             |